# Capotavola
Capotavola è stato un programma televisivo italiano di genere enogastronomico e turistico, in onda nell'estate 2010, a partire dal mese di luglio, su Rai 2, condotto da Alessandra Canale.
In onda nella tarda mattinata del sabato, dalle 11:15 alle 12:10, il programma illustrava piatti tipici della tradizione culinaria italiana. La trasmissione era itinerante e le puntate andavano in onda da una zona dell'Italia sempre differente, mostrando anche le bellezze naturali del luogo e i prodotti tipici.
Alla realizzazione del programma collaboravano gli inviati Maura Musi e Mario Refrigeri, gli autori erano Massimo Russo, Pierluigi Bronchetti, Manuela Brogna e Flavia Triggiani e la regia era curata da Luca Gregori.
Il programma è terminato nel mese di settembre del 2010 quando, con la partenza della nuova stagione televisiva, è tornato in onda nella stessa fascia oraria lo storico programma Mezzogiorno in famiglia.